# Alex Kirui
Alex Kirui (* 1980) ist ein kenianischer Marathonläufer.
2008 wurde er Fünfter beim Reims-Marathon. Im Jahr darauf gewann er den Granollers-Halbmarathon sowie den Barcelona-Halbmarathon und kam beim Paris-Marathon auf den 13. Platz.
2010 siegte er beim Porto-Marathon.

## Persönliche Bestzeiten
- Halbmarathon: 1:02:17 h, 1. Februar 2009, Granollers
- Marathon: 2:09:38 h,19. Oktober 2008, Reims